# فيل جونز
فيليب أنتوني جونز (بالإنجليزية: Phil Jones)‏ (مواليد 21 فبراير 1992 في برستون - إنجلترا) لاعب كرة قدم إنجليزي كان يلعب لصالح نادي مانشستر يونايتد الإنجليزي بعدما انتقل للنادي الشمالي بصفقه تبلغ 22 مليون يورو، وبدأ جونز في نادي بلاكبيرن روفرز من عام 2002 ، ويلعب في مراكز قلب دفاع والظهير الأيمن ولاعب الارتكاز.

## سيرة اللاعب

### بلاكبيرن روفرز
انضم جونز لفريق الشباب بلاكبيرن روفرز في عام 2002.
ثم انضم إلى الفريق الأول الذي يلعب في الدوري الممتاز لموسم 2009-10، وقام بتوقيع عقد احتراف لمدة عامين.
شارك جونز لأول مرة مع الفريق الأول لبلاكبيرن في مباراة كأس الدوري ضد نوتنغهام فوريست في 22 سبتمبر 2009، والتي فاز بها بلاكبيرن 1-0.
ثم في فبراير 2010، وقع عقدا جديدا لمدة خمس سنوات، يتضمن بندا لفسخ العقد 16 مليون £.
أدى جونز أول مباراة في الدوري الممتاز له مع بلاكبيرن ضد تشيلسي في 21 مارس، بعد شهر واحد فقط من بلوغه ثمانية عشر عاما. وقد أشيد بأداء الاعب على نطاق واسع وذلك لانظباطيته في مركز قلب الدفاع وقيامه بقطع الكرات وافتكاك الكرة بشكل متميز.
في موسم 2009-10، قدم تسع مباريات في الدوري، وثلاث مباريات في الكأس.
بدأ موسم 2010-11 بشكل واعد بالنسبة لجونز بدءا من المباراة الافتتاحية ضد ايفرتون، وبعد ذلك لعب معظم مباريات النادي في النصف الأول من الموسم، وإن كان في دور خط الوسط الدفاعي. للأسف، أصيب بتمزق في الركبة في المباراة أمام وست هام يونايتد في ديسمبر.
على الرغم من اصابته، لعب 26 مباراة في الدوري، ومبارتين في مسابقة الكأس لبلاكبيرن هذا الموسم.

### مانشستر يونايتد
في نهاية موسم 2010-11، كان مانشستر يونايتد مهتم بالتوقيع مع جونز. وكان السير اليكس فيرغسون معجب على ما يبدو بالالتزام ومهارات القيادة التي يملكها فيل جونز. لعب جونز في مركز الظهير عندما واجه بلاكبيرن مانشستر يونايتد في مباراة التعادل 1-1 في اليوم الذي انتزع مانشستر اللقب لموسم 2010-11.
في 13 يونيو 2011، أكد مانشستر يونايتد أنهم توصلوا إلى اتفاق لتوقيع جونز على صفقة لمدة خمس سنوات مقابل رسوم نقل لم يكشف عنه يعتقد أنها لا تقل عن 16.5m جنيه استرليني.
أدى جونز مباراته الأولى مع مانشستر يونايتد في الشوط الثاني كبديل ليحل محل ريو فرديناند في مباراة الدرع الخيرية ضد مانشستر سيتي. كان مانشستر يونايتد متأخرا بنتيجة 2-0، لكنه فاز 3-2 على غريمه مانشستر سيتي في الدرع الخيرية عام 2011.
لعب جونز في الدوري لأول مرة في وقت لاحق في الأسبوع، مرة أخرى كبديل ليحل محل فرديناند، حيث فاز مانشستر يونايتد على وست بروميتش البيون 2-1 في الاسبوع الأول.
و لعب لأول مرة بشكل كامل في الدوري الممتاز في 22 أغسطس 2011 ضد توتنهام في الفوز 3-0 على ملعب اولد ترافورد، حيث لعب المباراة بأكملها إلى جانب جوني ايفانز. في 10 سبتمبر 2011، قدم جونز تمريرتين حاسمتين لواين روني في مباراة الفوز 5-0 على بولتون واندررز في ملعب ريبوك.
وسجل جونز أول هدف له مع مانشستر يونايتد في 3 ديسمبر 2011، في 1-0 خارج ملعبه ضد استون فيلا.

### المسيرة الدولية
أدى جونز أول مباراة له مع فريق إنجلترا تحت 19 عاما في الفوز 3-1 على تركيا في 17 نوفمبر 2009.
تم اختياره لعام 2011 U-21 بطولة الامم الأوروبية في الدنمارك، وكان قائدا للمنتخب من قبل ستيوارت بيرس.
في 5 آغسطس 2011، استدعي إلى تشكيلة منتخب إنجلترا الأول لمباراة ودية من قبل فابيو كابيلو ضد هولندا.
في 7 أكتوبر 2011، أدى جونز أول مباراة له مع فريق الأول لانجلترا في مباراة التعادل 2-2 مع الجبل الأسود في تصفيات كأس الأمم الأوروبية 2012. بعد المباراة، قال كابيلو لجونز "ولدت ومعك الموهبة"، وأشاد بأدائه.
استدعي إلى تشكيلة منتخب إنجلترا المشارك في كأس الأمم الأوروبية 2012.
في 12 مايو عام 2014، كان جونز مع 23 لاعبا في تشكيلة إنجلترا لنهائيات كأس العالم لكرة القدم عام 2014.
لعب جونز في البطولة وساعد الفريق في الإبقاء على شباكه نظيفة في مباراة التعادل 0-0 مع كوستاريكا في بيلو هوريزونتي.

## روابط خارجية
- فيل جونز على موقع الاتحاد الدولي (مؤرشف)  (الإنجليزية)
- فيل جونز على موقع الاتحاد الأوربي (الإنجليزية)
- فيل جونز على موقع إي إس بي إن إف سي (الإنجليزية)
- فيل جونز على موقع قاعدة بيانات كرة القدم.إي يو (الإنجليزية)
- فيل جونز على موقع ليكيب (الفرنسية)
- فيل جونز على موقع ناشيونال فوتبول تيمز (الإنجليزية)
- فيل جونز على موقع Soccerbase.com (لاعب) (الإنجليزية)
- فيل جونز على موقع Soccerway.com (الإنجليزية)
- فيل جونز على موقع عالم كرة القدم.نت (الإنجليزية)
- فيل جونز على موقع AS.com (الإسبانية)